# تپه ۳۰۳ (فیلم ۱۳۵۶)
تپه ۳۰۳ یا جانبازان ظفار فیلمی رنگی به کارگردانی امان منطقی و محصول سال ۱۳۵۶ است.
این عظیم‌ترین و بزرگ‌ترین فیلم جنگی – تاریخی ایران بود که به سفارش محمدرضا شاه پهلوی و حمایت نیروی زمینی و هوایی ارتش (تیپ زرهی شیراز) و تجهیزات فراوان جنگی از قبیل هواپیما، تانک و هلی‌کوپتر در سال ۱۳۵۵ آغاز به کار کرد. همچنین این فیلم از کمکهای مالی (وام) ارایه شده توسط وزرات فرهنگ و هنر نیز برخوردار بوده است. بر اساس گزارش روزنامه اطلاعات بودجه فیلم ۳ میلیون تومان بوده است.
جنگ ظفار جنگی است که در سال ۱۳۵۲ با اعزام نیروهای ارتش ایران به شهر ظفار در کشور عمان آغاز و تا سال ۱۳۵۷ نیروهای ارتش ایران در این کشور به عنوان ژاندارم خاورمیانه حضور داشتند.
پیش تولید فیلم از سال ۱۳۵۴ آغاز شد، در ابتدا قرار بود بهروز وثوقی و ایرج قادری نیز در این فیلم پر هزینه و پر از ستاره حضور داشته باشند که بعدها سعید راد و پرویز فنی زاده جایگزین این دو شدند.
لوکیشن فیلم‌برداری فیلم در اطراف شیراز و روستای کوار انتخاب شد، روستای کوار در جنوب شیراز قرار داشت و از نظر جغرافیایی تا حدودی شبیه به منطقه ظفار در عمان بود، فیلمنامه این فیلم درخصوص روایتی متفاوت از جنگ ظفار بود.
ناصر ملک مطیعی، چندین بار در این فیلم دچار ضرب‌دیدگی و جراحت شد و عوامل فیلم هم چندین بار دچار گرمازدگی شدند.
فیلمبرداری این فیلم در شهریور ۱۳۵۵ به پایان رسید ولی این فیلم هیچوقت تکمیل نشد. پس از انقلاب این فیلم با تغییر موضوع و دوبله با عنوان جانبازان ظفار ارائه شد که موفق به دریافت پروانه نمایش نشد. می‌گویند تمامی تصاویر تدوین نشده در فیلمخانه ملی موجود است ولی نسخه نهایی از آن تابحال دیده نشده. گفته می‌شود فیلم در سال ۱۳۵۸ دوباره دوبله شد و با حذف قستمتهایی از آن و نام جدید جانبازان ظفار باز هم مجوز نمایش پیدا نکرد.

## داستان
داستان فیلم شباهت‌هایی به فیلم دوازه مرد خبیث ساخته رابرت آلدریچ دارد. فیلم روایت مجرمانی است که طی یک عملیات قهرمانانه باعث پیروزی ارتش ایران در جنگ ظفار می‌شوند و به خاطر این عملیات، جرمشان بخشوده می‌شود. 

## بازیگران[۲][۴]
- ناصر ملک مطیعی
- رضا بیک ایمانوردی
- سعید راد
- پرویز فنی‌زاده
- سپیده - در نقش دختر بی بندوبار
- کاظم افرندنیا
- مردوخ (محمدولی احمدلو)
- افشین ستایشگر - در نقش فرد روحانی
- حسین شهاب
- سیامک اطلسی

## عوامل تولید[۲][۴]
- نویسنده و کارگردان: امان منطقی
- تدوین: ساموئل خاچیکیان
- فیلمبردار: نصرت‌الله کنی
- دستیار فیلمبردار: علی مزینانی
- موسیقی متن: انوشیروان روحانی
- پشتیبانی و تدارکات: افشین ستایشگر
- تهیه‌کننده: گروه سینماگران راستین